# Fernando II (obispo)
Fernando II Álvarez fue obispo de Oviedo entre los años 1293 y 1295. Era un religioso franciscano y estaba en Roma cuando fue elegido obispo pero murió en esa ciudad sin llegar a su destino final. El «Episcopologio de Oviedo» señala que, a pesar de la afirmación de algunos historiadores, no debe confundirse con el que fue también obispo de Oviedo Fernando IV a pesar de la similitud de una parte de sus apellidos.

| Predecesor: Miguel I | Obispo de Oviedo 1293 - 1295 | Sucesor: Fernando III |